# Biantes quadrituberculatus
Biantes quadrituberculatus is een hooiwagen uit de familie Biantidae. De wetenschappelijke naam van Biantes quadrituberculatus gaat terug op Roewer.